# Gravimetri (fysik)

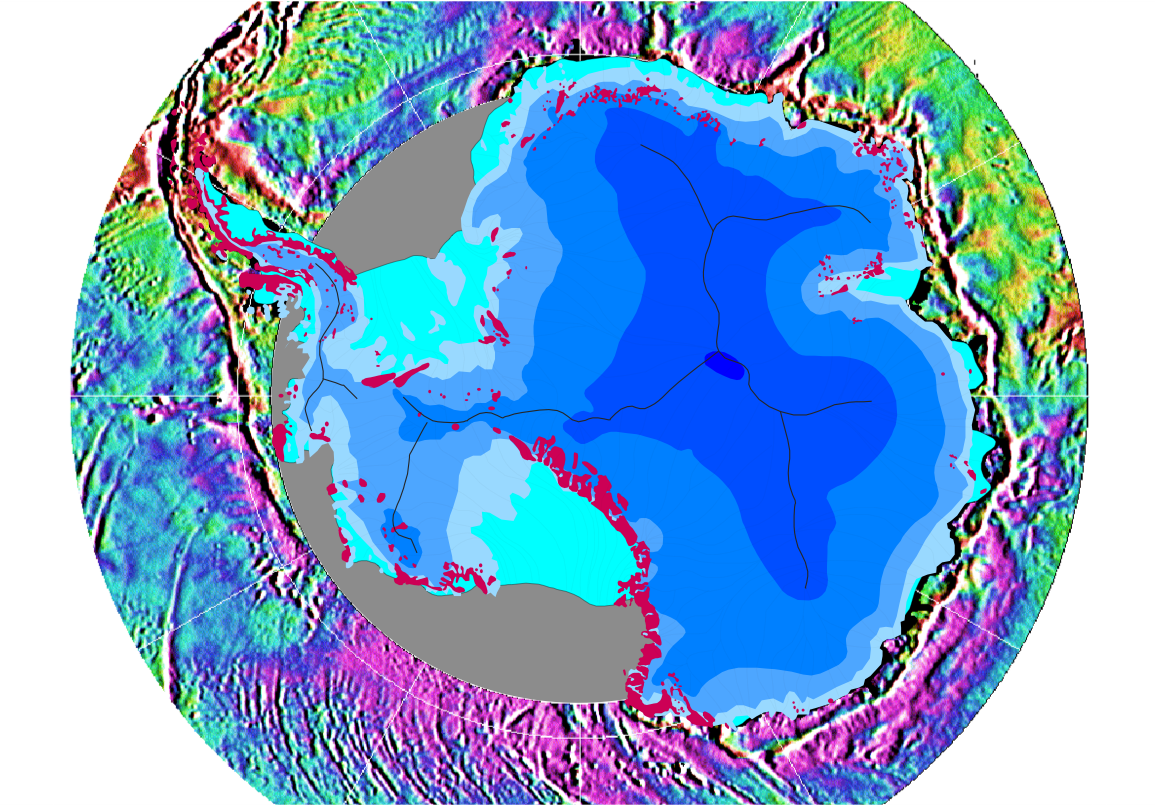
Gravitationsanomalier som täcker södra oceanen visas här i falsk relief. Amplituder varierar mellan -30 mGal (magenta) till +30 mGal (röd). Denna bild har normaliserats för att ta bort variation beroende på skillnader i latitud

Gravimetri är mätning av gravitationsfältets styrka. Gravimetri kan antingen användas för att bestämma gravitationsfältets styrka eller för att undersöka faktorer som påverkar gravitationen. Termen gravimetri används också i kemin för att definiera ett analytiskt förfarande, som kallas gravimetrisk analys, som handlar om att väga materialprov.

## Historik
Den moderna gravimetern utvecklades av Lucien Lacoste och Arnold Romberg 1936.
De uppfann också många efterföljande förbättringar, som en fartygsmonterad gravimeter år 1965, temperaturbeständiga instrument för djupa borrhål och lätta handburna instrument. De flesta av deras konstruktioner används fortfarande, fast med förbättringar inom datainsamling och databehandling.

## Måttenheter
Gravitation mäts normalt i accelerationsenheter. I internationella måttenhetssystemet är standardenheten för acceleration 1 meter per sekund i kvadrat (förkortat m/s2). I detta sammanhang används dock frekvent enheten Gal, vilket motsvarar 1 centimeter per sekund i kvadrat, och normalvärdet på tyngdaccelerationen gn, 9,80665 m/s2, vilket oftast bara betecknas g.

## Mätning av gravitation
Ett instrument som används för att mäta gravitationen kallas en gravimeter eller gravitometer. Eftersom relativa effekterna av gravitation som omöjliga att skilja från annan typ av acceleration, kan man betrakta gravimetrar som special-accelerometrar. Många vågar kan betraktas som enkla gravimetrar. I en vanlig form av gravimeter används en fjäder för dra i ett objekt för att motverka gravitationskraften. Förändringen av fjäderns längd kan kalibreras till den kraft som krävs för att balansera gravitationskraft. Mätningens resultat kan beskrivas i kraftenheter (t.ex. newton), men i detta sammanhang används mer allmänt enheten Gal.
Forskare använder mer sofistikerade gravimetrar, när exakta mätningar behövs. Vid mätning av jordens gravitationsfält, görs mätningar i enheten mikrogal och även nanogal, vilket är en tusendel av en miljarddel (10  -12 ). Flera typer av gravimetrar finns för att göra dessa mätningar, varav några som är i huvudsak är raffinerade versioner av fjäderskalor vilka har omnämnts ovan. Dessa mätningar används för att definiera gravitationsanomalier.
Förutom precision, är stabiliteten också en viktig egenskap hos en gravimeter, eftersom den tillåter övervakning av gravitationsförändringar. Dessa förändringar kan vara ett resultat av massförskjutningar inne i jorden, eller av vertikala rörelser i jordskorpan på vilket mätningarna görs (gravitationen minskar 0,3 mGal för varje höjdmeter). Studien av gravitationsförändringar tillhör ämnet geodynamik.
Majoriteten av moderna gravimetrar använder specialdesignade noll-längdfjädrar i metall eller kvarts för att hålla provningsvikten. Noll-längdfjädrar följer inte Hookes lag, i stället har de en kraft som är proportionell gentemot sin längd. Den speciella egenskapen hos dessa fjädrar är att den naturliga resonans-frekvensen i oscillationen hos fjädermassan kan göras mycket lång - närmare tusen sekunder. Detta skonar provningsvikten från de flesta lokala vibrationer och mekaniska ljud, vilket ökar känsligheten hos gravimetern. Kvarts och metallfjädrar väljs av olika skäl; kvartsfjädrar påverkas mindre av magnetiska och elektriska fält, medan metallfjädrar har en mycket lägre uttänjning över tid. Provningsvikten är förseglad i en lufttät behållare så att små variationer i barometertryck inte ska påverka utfallet.
Fjädergravimetrar är i praktiken, relativa instrument som mäter skillnaden i gravitationen mellan olika platser. Ett relativt instrument kräver också kalibrering, som görs genom att jämföra med avläsningar gjorda vid platser med kända kompletta eller absoluta värden. Absoluta gravimetrar kan göra sådana kalibreringsmätningar genom att bestämma tyngdaccelerationen på en testmassa i vakuum. En testmassa får falla fritt inuti en vakuumkammare, dess position mäts med en laserinterferometer och tiden mäts med ett atomur. Laservåglängden är känd till ± 0,025 Parts per millionppm och atomuren är stabila till ± 0,03 ppm också. Stor hänsyn måste tas för att minimera effekterna av störande krafter såsom kvarvarande luftmotstånd (även i vakuum), vibrationer och magnetiska krafter. Sådana instrument är kapabla en noggrannhet på ungefär två miljondelar eller 0,002 mGal, vilket refererar till atomnormer för längd och tid. Deras huvudsakliga användningsområde är för kalibrering av relativa instrument, övervakning av jordskorpans deformation och i geofysiska undersökningar som kräver hög noggrannhet och stabilitet. Absoluta instrument är dock något större och är betydligt dyrare än relativa fjädergravimetrar och är därför relativt sällsynta.
Gravimetrar har utformats för att monteras i fordon, inklusive flygplan, fartyg och ubåtar. Dessa särskilda gravimetrar kan isolera accelerationen från fordonets rörelse och subtrahera det från mätningarna. Accelerationen av fordonen är ofta hundratals eller tusentals gånger starkare än de förändringar som mäts.
En gravimeter (Lunar Surface gravimeter) som utplacerades på månens yta under Apollo 17-uppdraget fungerade inte på grund av ett konstruktionsfel. En andra enhet (Traverse gravimeter Experiment) fungerade däremot som förväntat.

## Mikrogravimetri
Mikrogravimetri är en alltmer viktig och aktuell gren, som har utvecklats från klassisk gravimetri. Tyngdlöshets-undersökningar genomförs för att lösa olika problem med teknisk geologi, främst lokalisering av håligheter och dess studier. Mycket detaljerade mätningar av hög noggrannhet kan detektera tomrum oavsett ursprung, förutsatt att storleken och djupet är tillräckligt stort för att påverka gravitationseffekter starkare än relevanta jämförande gravitationmätningar.